# Sold
Sold è il primo album da solista del cantante britannico Boy George, ex leader del gruppo inglese Culture Club, pubblicato nel 1987 dalla Virgin Records.

## Tracce
1. Sold – 3:54 (O'Dowd, Martin, Dozier)
2. I Asked for Love – 4:43 (O'Dowd, Dozier)
3. Keep Me in Mind – 4:05 (O'Dowd, Nightingale, Brown)
4. Everything I Own– 3:53 (Gates)
5. Freedom – 3:49 (O'Dowd, Martin, Stevens)
6. Just Ain't Enough – 4:18 (O'Dowd, Dozier)
7. Where Are You Now (When I Need You) – 4:16 (O'Dowd, Skinner, Stevens, Martin, Nightingale, Maidman, Wickens)
8. Little Ghost – 3:13 (Mooney, Peroni)
9. Next Time – 3:28 (Lasley)
10. We've Got the Right – 3:46 (O'Dowd, Martin, Stevens)
11. To Be Reborn – 4:25 (O'Dowd, Dozier)

## Formazione
Musicisti
- Boy George: voce
- Helen Terry: voce
- Richie Stevens: batteria, percussioni
- Vic Martin: tastiera
- Glenn Nightingale: chitarra, cori
- Ian Maidman: basso
- Paul "Wix" Wickens: tastiera, arrangiamenti ritmici (tracce 2, 6 e 11)
- Mike Timothy: tastiera
- Juliette Roberts: cori
- Carroll Thompson: cori
- Captain Crucial (Amos Pizzey): toastin'
- Lorenzo Hall: cori
- Jerry Hey: arrangiamenti archi, corno

Produzione
- Stewart Levine: produzione
- Glenn Skinner: ingegneria del suono; produzione (traccia 10)
- Steve Reece: assistenza ingegneria del suono
- Malcom Garrett per Assorted iMaGes: copertina
- Paul Gobel, Johnny Rozsa, Bill Ling: fotografia